# Goetheanum

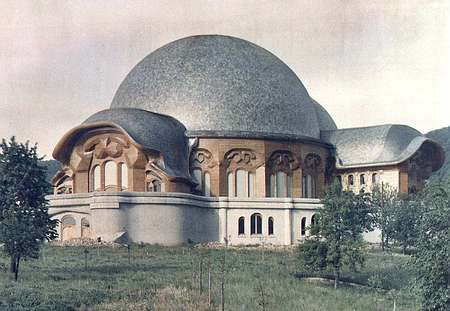
El primer Goetheanum

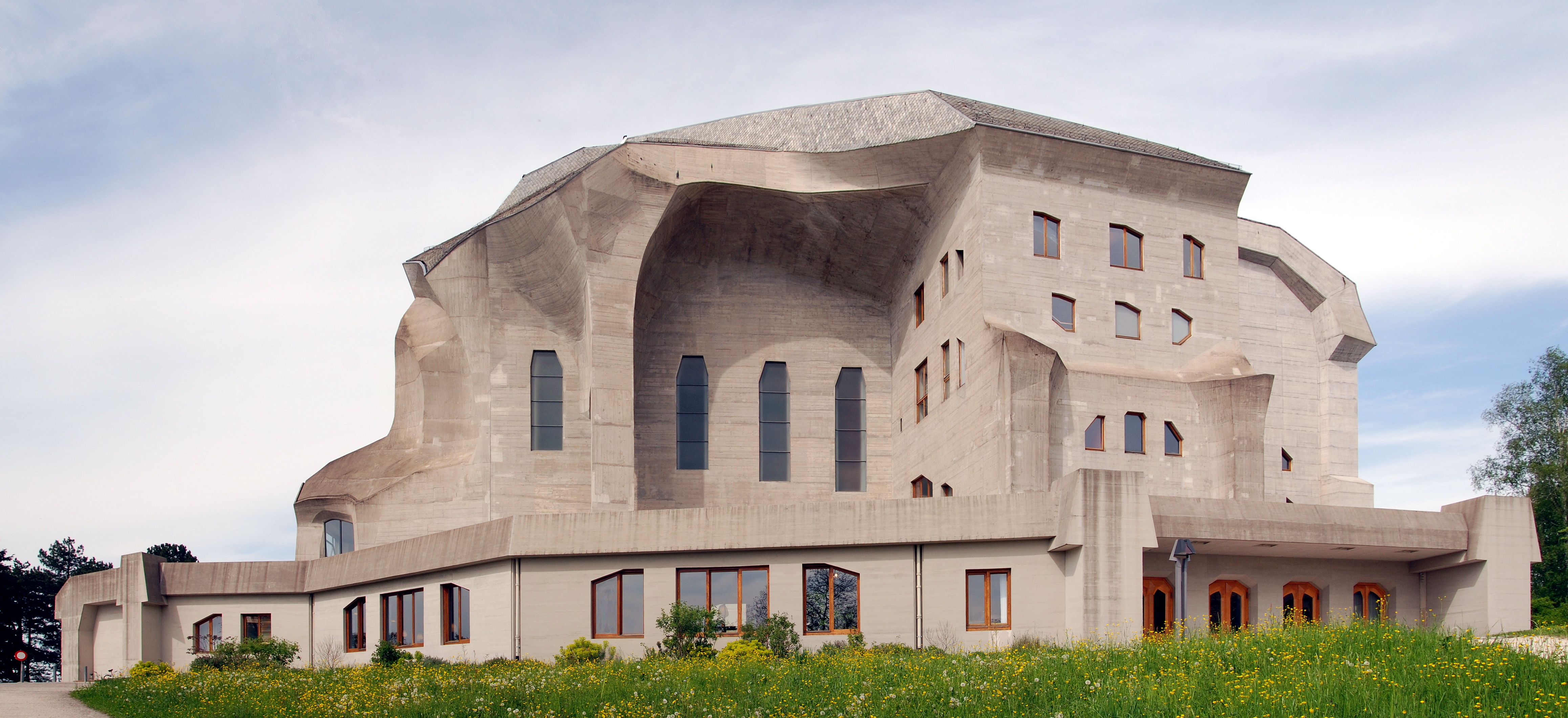
Façana sud del segon Goetheanum

El Goetheanum és un edifici situat a Dornach, a uns 10 km al sud de Basilea, a Suïssa, que acull la seu de la Societat antroposòfica universal. Es va construir sota la direcció del filòsof Rudolf Steiner, fundador del moviment esmentat, i el seu nom és un homenatge a l'obra del pensador i escriptor alemany Johann Wolfgang von Goethe.
Steiner va fer construir un primer edifici de fusta l'any 1913 que es va incendiar l'any 1922. El Goetheanum actual, conegut com el "Segon Goetheanum", es va construir amb ciment armat entre els anys 1924 i 1928 seguint igualment les indicacions de Steiner (tot i que s'hi van fer canvis i millores fins a l'any 1998).
En els dos casos, els edificis volien ser un reflex materialitzat de les teories antroposòfiques, plasmades amb la utilització d'una arquitectura orgànica i aplicant les nocions de l'eurítmia. Steiner volia que el Goetheanum fos com "una closca de nou, que s'adapta exactament a la forma del fruit que hi ha a l'interior".
El centre, a més dels espais administratius destinats a la Societat antroposòfica, inclou dues sales d'espectacles (que poden rebre 1500 espectadors) on es representa regularment el Faust de Goethe així com concerts i espectacles de dansa eurítmica; també conté una gran biblioteca pública, una llibreria i sales d'exposicions i de conferències.

## Font principal
- Frans Carlgren, Rudolf Steiner, Ed Universitat Lliure de la Ciència de l'Esperit, Dornach, Suïssa, 1964.